# Appendicula cuneata
Appendicula cuneata är en orkidéart som beskrevs av Oakes Ames. Appendicula cuneata ingår i släktet Appendicula och familjen orkidéer.
Artens utbredningsområde är Filippinerna. Inga underarter finns listade i Catalogue of Life.